# Centaurea salmasensis
Centaurea salmasensis — вид квіткових рослин родини айстрових (Asteraceae). Ареал: Іран.

## Етимологія
Вид названий на честь міста Салмас у провінції Західний Азербайджан, де був знайдений новий вид.

## Екологія
Centaurea salmasensis зустрічається в горах Кузехраш, Салмас, провінція Західний Азербайджан на Заході Ірану. Росте вище 2000 м над рівнем моря. Салмас має суворий континентальний клімат з холодною сніжною зимою та теплим сухим літом. Опади випадають переважно навесні та восени. Дощі випадають переважно взимку, з відносно невеликою кількістю опадів влітку. Середньорічна температура 10,5 °C. Опадів випадає в середньому 388 мм.

## Біоморфологічна характеристика
Це багаторічна рослина, з дерев'янистим кореневищем, 41 см заввишки. Стебло прямовисне, зверху часто розгалужене, іноді від середини до верхівки розгалужене, циліндричне, жорстке, 2–4 мм у діаметрі, запушене. Листки майже перисторозсічені або перистороздільні, запушені. Прикореневі та нижні листки виразно великі, 23–27 см завдовжки, з довгим черешком (6–8 см завдовжки), перисторозсічені, сегменти (6)10 пар, вузьколанцетні або ланцетно-лінійні або вузькоеліптичні, 2–8 мм завширшки. Серединні стеблові листки 10–17 см завдовжки, перисторозсічені, сегменти по 3–4 пари, ланцетно-лінійні або лінійні, 1.5–3 мм завширшки, на верхівці мукронатні. Кінцевий сегмент серединних і верхніх стеблових листків 5–7 см у довжину й 5–10 мм ушир. Верхні стеблові листки сидячі, 6–12 см завдовжки, прості, лінійні або лінійно-ланцетні, 1–10 мм завширшки, іноді нерозділені. Головки 2–4, поодинокі на кінці гілок; обгортки довгасті, 20–25 × 25–30 мм. Філярії багаторядні, черепицеві, зеленуваті, гладкі та голі. Квітки жовті; центральні квітки двостатеві, 28–33 мм завдовжки; периферійні квітки безплідні. Папус багаторядний, стійкий, коричневий або багряний, у довжину 15–16 мм.